# Gilbert Marguerite
Pour les articles homonymes, voir Marguerite.
Gilbert Marguerite est un footballeur français né le 2 mars 1954 au Marin en Martinique. Il joue au poste d'attaquant du milieu des années 1970 à la fin des années 1980.

## Biographie
Attaquant puissant, Gilbert Marguerite est recruté par Kader Firoud, lorsqu'il jouait en équipe de France militaire. Il est certainement l'un des joueurs de football les plus efficaces qu'ait connus le stade Jean Bouin du Nîmes Olympique.
Né au Marin en Martinique, il signe son premier contrat professionnel à Nîmes, il quitte le club à l'issue de la saison 1980-1981 lorsque celui-ci est relégué en 2e division.
Il signe alors à l'OGC Nice, sa nouvelle équipe est une fois de plus relégué en 2e division à l'issue de la saison 1981-1982, il est alors prêté une année au Montpellier Paillade S.C alors en 2e division.
À l'issue de cette saison plutôt bonne, il est rappelé à Nice, et permet notamment au club de retrouver l'élite à la fin de la saison 1984-1985; il effectue sa dernière saison en Ligue 1 en 1985-1986.
Il quitte ensuite la Méditerranée pour s'engager deux ans à l'USL Dunkerque en D2.

## Bilan
- 8 saisons en Ligue 1 : 6 avec le Nîmes Olympique, 2 avec l'OGC Nice
- 5 saisons en Ligue 2 : 2 avec l'OGC Nice, 2 avec l'USL Dunkerque, 1 avec le Montpellier Paillade S.C